# James Gleick

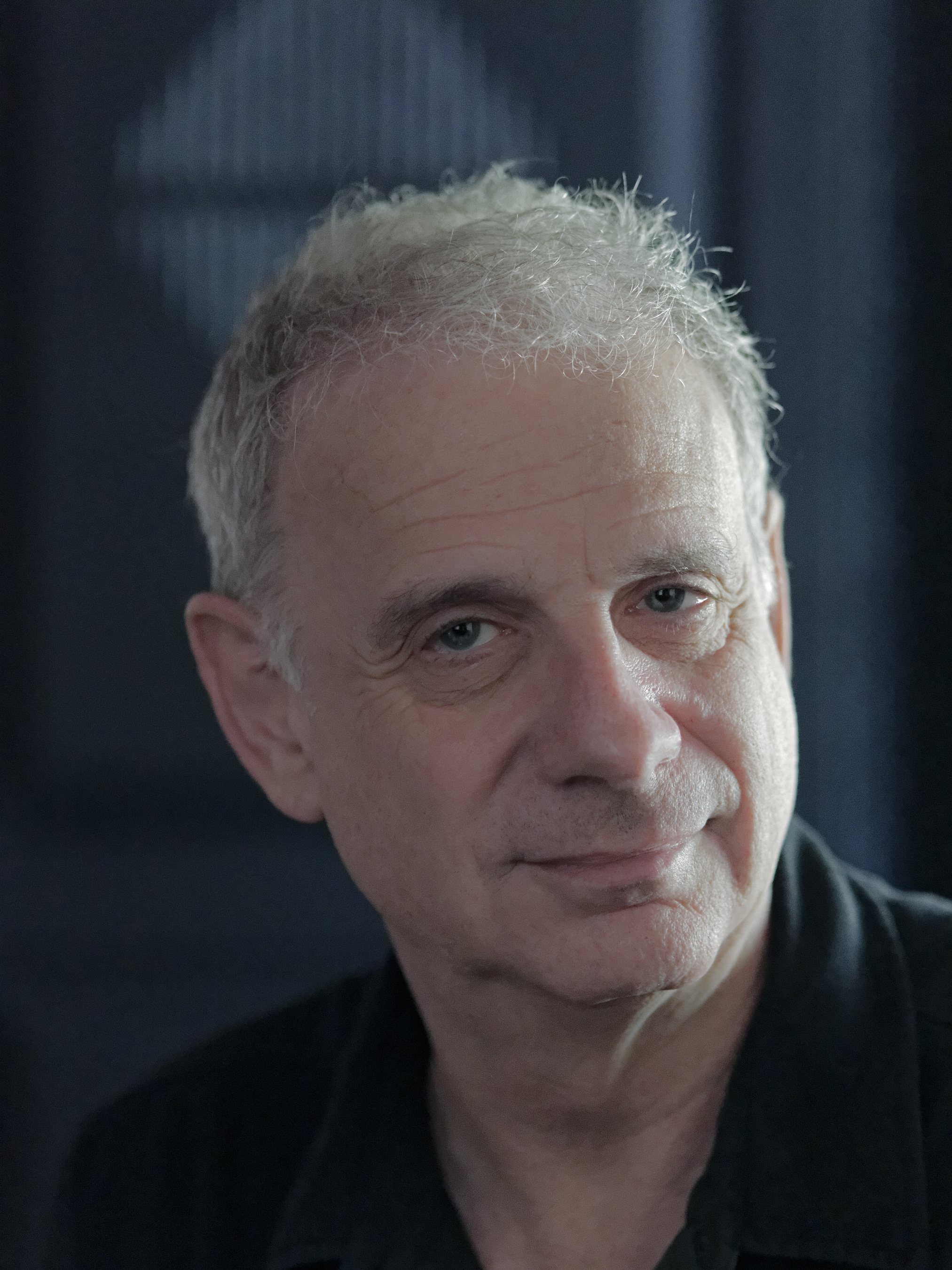
James Gleick

James Gleick (* 1954 in New York, N. Y.) ist ein Autor, Journalist und Essayist, dessen Werke überwiegend Themen und Personen aus Technologie und Wissenschaft zum Inhalt haben. Insbesondere sein Buch über die Geschichte der Chaostheorie und seine Biographie von Richard Feynman waren Bestseller.
Der Absolvent der Harvard University (1976) arbeitet unter anderem für die New York Times.